# Jonathan Moss

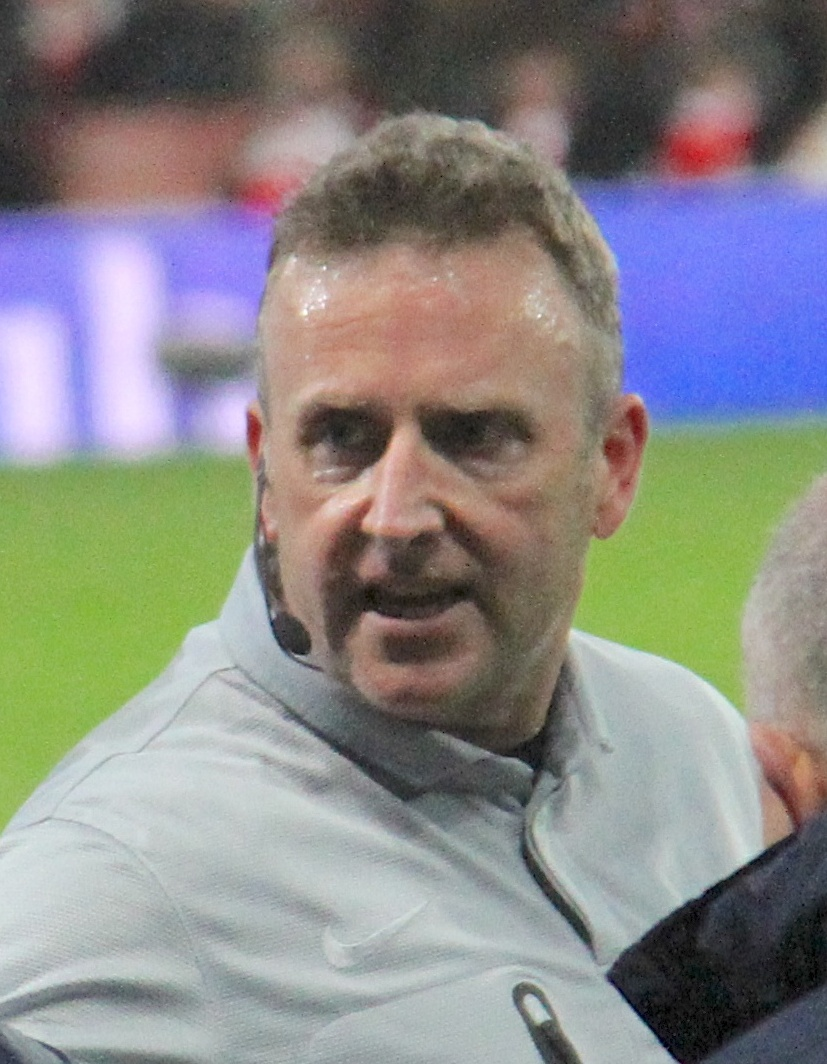
Jonathan Moss (Februar 2014)

Jonathan „Jon“ Moss (* 18. Oktober 1970 in Sunderland) ist ein ehemaliger englischer Fußballschiedsrichter.

## Sportlicher Werdegang
Moss spielte in der Jugend beim FC Sunderland und dem FC Millwall, beendete jedoch seine Fußballerkarriere zugunsten eines Lehramtsstudiums an der University of Leeds. Im Rahmen des Advanced Levels begann er mit der Schiedsrichterei. Nachdem er zunächst im regionalen Fußball Spiele geleitet hatte, rückte er 2003 zunächst als Schiedsrichterassistent in den Bereich der Football League vor. Ab 2005 wurde er im Profifußball als Hauptschiedsrichter eingesetzt.
Im Januar 2011 leitete Moss mit einer Partie zwischen Birmingham City und dem FC Blackpool erstmals ein Spiel in der Premier League und wurde im Sommer des Jahres offiziell von der Professional Game Match Officials Limited in den Kreis der Profischiedsrichter für die höchste Spielklasse aufgenommen. Dort leitete er bis zum Gang in den Ruhestand nach Ende der Spielzeit 2021/22 Ligaspiele.
Am 30. Mai 2015 leitete Moss das Endspiel um den FA Cup 2014/15. Im Wembley-Stadion standen sich der FC Arsenal und Aston Villa gegenüber, beim 4:0-Erfolg des Londoner Klubs zeigte er fünf Mal die Gelbe Karte und kam ohne Platzverweis aus.